# Podalyrieae
Podalyrieae és una tribu d'angiospermes que pertany a la subfamília faboideae dins de la família de les fabàcies.

## Gèneres
- Amphithalea
- Calpurnia
- Cyclopia
- Liparia
- Podalyria
- Stirtonanthus
- Virgilia
- Xiphotheca

## Galeria

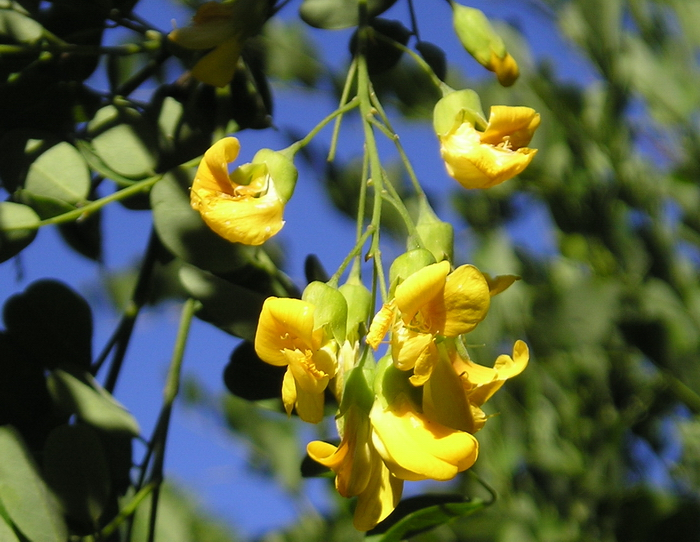
Calpurnia aurea
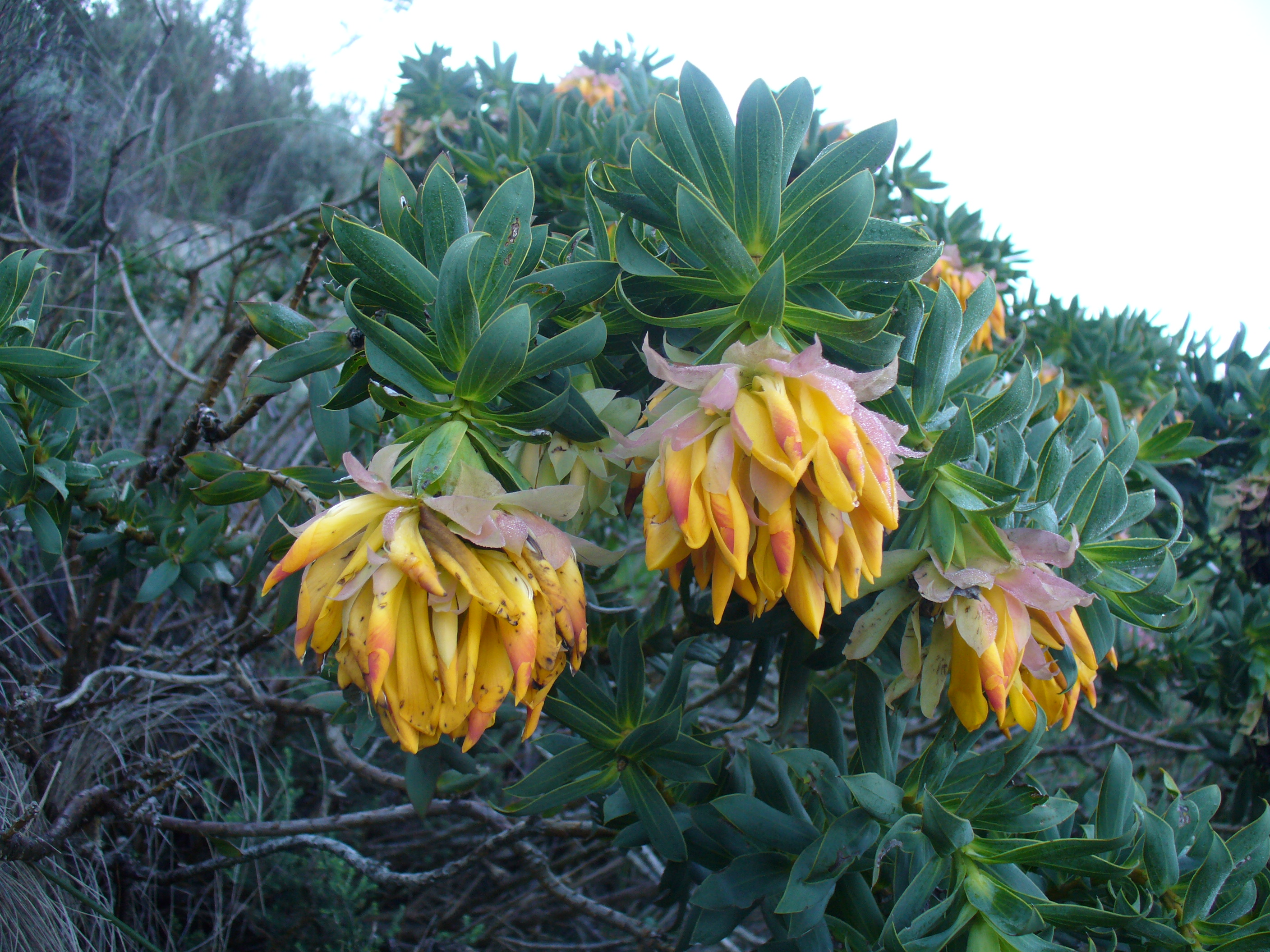
Liparia splendens